# Révolte de Milan
Guerres entre guelfes et gibelins
Batailles
1150 – 1200
- Vernavola (1154)
- Spolète (1155)
- Tortone (1155)
- Milan (1158)
- Siziano (1159)
- Crema (1159)
- Carcano (1160)
- Milan (1162)
- Prataporci (1167)
- Alexandrie (1174-1175)
- Legnano (1176)

1201 – 1250
- Calcinato (1201)
- Casei Gerola (1213)
- Cortenuova (1237)
- Brescia (1238)
- Faenza (1239)
- Giglio (1241)
- Viterbe (1243)
- Parme (1248)
- Fossalta (1249)
- Cingoli (1250)

1251 – 1300
- Bataille de Montebruno (1255)
- Cassano (1259)
- Montaperti (1260)
- Bénévent (1266)
- Tagliacozzo (1268)
- Colle (1269)
- Roccavione (1275)
- Desio (1277)
- Forlì (1282)
- Pieve al Toppo (1288)
- Campaldino (1289)

1301 – 1350
- Pavie (1302)
- La Lastra (1304)
- Milan (1311)
- Soncino (1312)
- Gaggiano (1313)
- Rho (1313)
- Ponte San Pietro (1313)
- Scrivia (1315)
- Montecatini (1315)
- Pavie (1315)
- Sestri (1318)
- Bardi (1321)
- Mirandola (1321)
- Gorgonzola (1323)
- Vaprio d'Adda (1324)
- Altopascio (1324)
- Zappolino (1325)
- San Felice (1332)
- San Quirico (1341)
- Gamenario (1345)

1351 – 1402
- Mirandola (1355)
- Casorate (1356)
- Solara (1356)
- Alexandrie (1391)
- Casalecchio (1402)

La révolte de Milan est un épisode de la guerre entre guelfes et gibelins durant laquelle la faction guelfe de Milan (aussi appelée faction Torriani), dirigée par Guido della Torre se soulève le 12 février 1311 contre le pouvoir gibelins local. La révolte est écrasée le jour même par les troupes du roi Henri VII.

## Contexte historique
Henry était arrivé à Milan quelques semaines auparavant, le 23 décembre 1310, et avait été couronné roi d'Italie le 6 janvier 1311. Les guelfes toscans avaient refusé d'assister à la cérémonie et avaient commencé à se préparer à la résistance. Henry avait également réhabilité les Visconti, les anciens dirigeants déchus de Milan, qui étaient revenus de l'exil. Guido della Torre, qui avait chassé les Visconti de Milan, s'était opposé à cela et avait organisé une révolte contre Henry.

## La révolte
Vers midi le 12 février, le duc Léopold Ier d'Autriche, revenant d'une promenade avec quelques compagnons, passe par le quartier Torriani sur le chemin du retour à son camp situé à l'extérieur de la Porta Comasina, au nord-ouest de la ville, lorsqu'il entend un bruit inhabituel de voix, d'armes et de chevaux, et à travers une porte ouverte, il peut voir une assemblée d'hommes en armure complète. Léopold renvoie ses hommes à son camp avec l'ordre d'armer ses partisans, et se rend auprès du roi Henri, qui réside au palais de la ville, pour le prévenir de l'attaque imminente. Henri envoie son frère Baudouin chercher les troupes allemandes campées à l'extérieur de la Porta Romana (en), au sud-ouest de la ville, tandis qu'un groupe de chevaliers dirigé par Henri de Flandre et Jean de Calcea se rend au palais Visconti puis au quartier Torriani, où ils sont immédiatement engagés dans un combat intense. Henri reste au palais et ordonne que les portes du palais soient barricadées, juste à temps avant l'arrivée d'une foule armée.
En même temps, le contingent des chevaliers teutoniques arrive, et dans une seule charge, tue ou disperse la plupart des rebelles. Les chroniques allemandes s'accordent à louer la bravoure et la vaillance des chevaliers lors de cette attaque, et notamment leur chef, le commandant de Franconie et plus tard Deutschmeister Konrad von Gundelfingen (en). Les renforts autrichiens ont été retardés par des barricades érigées par les rebelles à la Porta Comasina. Les renforts viscontiens arrivent également de manière suspecte tardive, ce qui a été interprété comme un soutien au moins passif de l'insurrection. Lorsque les renforts arrivent dans le quartier Torriani, le combat y est presque terminé. Les soldats passent maintenant au pillage des résidences Torriani dans un massacre qui se poursuit jusqu'au coucher du soleil.

## Issue des combats et conséquences
Guido della Torre s'échappe et est condamné à mort par contumace par Henri. L'archevêque Cassone della Torre est exilé. Mathieu Ier Visconti est également accusé de soutenir l'insurrection, principalement par son ennemi Jean de Cermenate. Contrairement à Guido della Torre et ses fils, qui se sont échappés de la ville, Matteo Visconti se présente devant Henri pour recevoir son jugement. Le fait que son fils Galeazzo ait soutenu Léopold contre les rebelles joue en faveur de Matteo. Matteo et Galeazzo sont brièvement exilés de la ville, ce qui suggère qu'Henri n'était pas entièrement convaincu de leur loyauté.
Cependant, les Visconti retrouvent bientôt le pouvoir, Henri nomme Matteo I Visconti vicaire impérial de Milan. Il impose également son beau-frère, Amédée de Savoie, en tant que vicaire général en Lombardie. Wernher von Homberg reçoit le titre de lieutenant général de Lombardie et se voit accorder le droit de percevoir l'impôt impérial à Flüelen.
À la suite de l'insurrection, les villes guelfes du nord de l'Italie se retournent contre Henri, résistant à l'application de ses revendications impériales sur ce qui était devenu des terres et des droits communaux, et tentent de remplacer les réglementations communales par des lois impériales. Néanmoins, Henri parvient à restaurer quelque semblant de pouvoir impérial dans certaines parties du nord de l'Italie. Des villes comme Parme, Lodi, Vérone et Padoue acceptent toutes son règne.

## Historiographie
Alors que les chroniques allemandes (telles que le Codex Balduini Trevirensis et la Gesta Treverorum) mettent en avant la vaillance des chevaliers allemands dans la lutte contre les rebelles, l'historiographie milanaise avait tendance à dépeindre les représailles comme une attaque inattendue des Allemands contre les Torriani dans leurs propres foyers. Un dessin de 1895 de Lodovico Pogliaghi intitulé "Assaut sur les maisons des Torriani à Milan" (assalto alle case dei Torriani a Milano, nel 1311) a été inclus dans l'ouvrage de Francesco Bertolini intitulé Storia d'Italia. Les maisons Torriani endommagées ou détruites par les Allemands ont donné lieu au nom de case rotte ("maisons brisées") de cette partie de la ville (moderne Via Case Rotte).